# Wohnidee
Wohnidee ist eine monatlich erscheinende Wohnzeitschrift, die von der Bauer Verlagsgruppe herausgegeben wird.

## Allgemeines
Ute Stahmann war bis zum Jahresende 2007 Chefredakteurin der Zeitschrift. Ihr Nachfolger war Ulrich Weiß. Sitz der Redaktion war von 2009 bis 2015 München, er wurde zum 1. Juni 2015 nach Hamburg zurückverlegt. Seit August 2020 werden die Inhalte vom Kölner Redaktionsbüro Wipperfürth bezogen.

## Auflage und Verbreitung
Wohnidee erreicht eine verkaufte Auflage von 53.687 Exemplaren gemäß IVW 4/2024 und erreicht 0,69 Millionen Leser pro Ausgabe (Stand 2/2017).

## Inhalt und Schwerpunkte
Das Magazin liefert Einrichtungs- und Gestaltungsvorschläge, informiert über Wohn- und Designtrends und berät bei der Auswahl von Farben und Stoffen.